# Ливцов, Виктор Анатольевич
Ви́ктор Анато́льевич Ливцо́в (род. 10 декабря 1958 года, город Орёл, РСФСР, СССР) — советский и российский историк, специалист в области истории России, краеведения, религиоведения. Доктор исторических наук, профессор Среднерусского института управления (филиала РАНХиГС в Орле). Заслуженный работник культуры РФ (1999), почётный работник высшего профессионального образования Российской Федерации (2013). Почётный гражданин Орловской области (2016). Автор свыше 200 научных, учебно-методических и публицистических работ.

## Биография
Виктор Анатольевич Ливцов родился 10 декабря 1958 года в городе Орёл.В 1966—1976 гг. учился в средней школе № 7 г. Орла.
В 1981 г. — окончил Исторический факультет Орловского государственного педагогического института по специальности «Учитель истории, обществоведения, английского языка» (ныне ФГБОУ ВО «Орловский государственный университет им. И. С. Тургенева»); в ФГБОУ ВПО «Российская Академия государственной службы при Президенте Российской Федерации» (с отличием) по специальности «Государственное и муниципальное управление», специализация «Государственно — церковные отношения»; в 2017 г. — магистратуру ФГБОУ ВО «Орловский государственный университет им. И. С. Тургенева» (с отличием) по направлению подготовки «Теология»; в 2019 г. — магистратуру ФГБОУ ВО «Российская академия народного хозяйства и государственной службы при Президенте РФ» (с отличием) по направлению подготовки «Юриспруденция».

### Научно-педагогическая деятельность
В 1997 г. — защитил кандидатскую диссертацию на тему: «Государственно-церковные отношения в СССР и России: проблемы религиозной безопасности (60-90-е годы)» по специальности 07.00.02 — Отечественная история. Ученая степень кандидата исторических наук присуждена советом по защите диссертаций на соискание ученой степени кандидата наук Д 150.01.02 на базе Института молодежи г. Москва. Научный руководитель — Заслуженный деятель науки РФ, Почетный работник высшего профессионального образования, доктор исторических наук, профессор, заведующий кафедрой истории Института молодежи Королев Анатолий Акимович. В 2013 г. — защитил докторскую диссертацию на тему: «История взаимодействия Русской православной церкви с экуменическим движением (конец XIX — начало XXI в.)». Ученая степень доктора исторических наук присуждена советом по защите диссертаций на соискание ученой степени доктора наук Д 521.004.01 на базе АНО ВПО «Московский гуманитарный университет» 20 июня 2013 г. Диплом доктора наук выдан Приказом Министерства образования и науки Российской Федерации от 10 февраля 2014 г. № 43/нк. Научный консультант — Королев Анатолий Акимович. Решением Министерства образования Российской Федерации от 19 декабря 2001 г. присвоено Учёное звание доцента по кафедре истории России. Решением Министерства образования Российской Федерации от 13 октября 2014 г.присвоено учёное звание профессора по научной специальности 07.00.02 — Отечественная история. В 2001—2002 гг. — председатель ГАК по специальности 100103.65 «Социально-культурный сервис и туризм» в Орловском государственном университете. С 2007 по 2019 гг. — председатель ГАК по специальностям: 080502 «Экономика и управление на предприятии (туризм и гостиничное хозяйство)», 101100.62 «Гостиничное дело», 100400.62 «Туризм», 100100.62 «Сервис» (в 2015—2016 гг.) в Орловском государственном университете им. И. С. Тургенева (с 2007 по 2010 гг. — Орловский государственный технический университет; с 2010 по 2015 гг. — Государственный университет — учебно-научно-производственный комплекс; в 2015—2016 гг. — Приокский государственный университет; с 2016 г. по н/в — Орловский государственный университет им. И. С. Тургенева). С 2015 г. — председатель Аттестационной комиссии по профессии среднего профессионального образования 072200.02 «Реставратор строительный» в Орловском реставрационно-строительном техникуме. В 2017—2018 гг. — член Диссертационного совета по защите диссертаций на соискание ученой степени кандидата наук, на соискание ученой степени доктора наук Д 504.001.41 по специальности 07.00.02 — Отечественная история на базе РАНХиГС.С 2018 г. — член экспертного совета по истории Высшей аттестационной комиссии Министерства науки и высшего образования РФ (до 2018 г. Министерство образования и науки РФ) (ВАК).
Автор более 250 научных публикаций, из них: 16 монографий, 6 учебников и учебных пособий, 30 статей, входящих в издания из перечня ВАК. По данным Российского индекса научного цитирования (РИНЦ), индекс Хирша составляет 7, количество размещенных публикаций — 72, общее количество цитирований — 215.

### Трудовая деятельность
С 1981 по 1986 гг. — преподаватель истории и английского языка в Сабуровской 8-летней школе Орловского района.
В 1986—1987 гг. — консультант Кабинета политического просвещения Орловского Районного Комитета КПСС.
С 1987 по 1992 гг. — заместитель председателя, председатель Совета Орловского областного отделения ВООПИиК.
С 1987 г. (по совместительству) — преподаватель кафедры истории Орловского государственного педагогического института, а также преподаватель истории Орловского края в Лицее № 1 г. Орла.
С 1993 по 1996 гг. — ответственный секретарь комиссии по восстановлению прав реабилитированных жертв политических репрессий.
С 1996 по 1998 гг. — заместитель председателя, председатель Комитета по работе с молодежью, детьми и подростками Администрации Орловской области.
С 1998 по 2001 гг. — начальник управления по делам молодежи, физической культуре и туризму Администрации Орловской области.
С 1998 по 2003 гг. (по совместительству) — старший преподаватель, доцент кафедр: Истории России Исторического факультета; Религиоведения, Философского факультета, Международного и международного частного права, Юридического факультета Орловского государственного университета.
В 2001—2002 гг. — начальник Управления по делам молодежи, физической культуре, туризму и связям с религиозными организациями Администрации Орловской области.
С 2002 по 2007 гг. — начальник управления по туризму и краеведению Департамента внешнеэкономических связей области Администрации Орловской области.
С 2003 по 2006 гг. (по совместительству) — руководитель лаборатории исторического краеведения Орловского филиала Института общего и среднего образования Российской академии образования.
С 2007 по 2014 гг. — профессор, заведующий кафедрой сервиса и туризма Орловского государственного университета.
С 2010 по 2012 гг. (по совместительству) — Советник Мэра г. Орла В. В. Сафьянова по вопросам сохранения историко-культурного наследия, археологии и туризму.
С 2014 г. по н/в — заместитель директора Среднерусского института управления — филиала ФГБОУ ВО "Российская академия народного хозяйства и государственной службы при Президенте Российской Федерации.
С 2014 г. по н/в (по совместительству) — главный научный сотрудник кафедры истории и международных отношений Среднерусского института управления — филиала ФГБОУ ВО "Российская академия народного хозяйства и государственной службы при Президенте Российской Федерации.
В 2017—2018 гг. (по совместительству) — профессор кафедры «Теологии и религиоведения» Орловского государственного университета им. И. С. Тургенева.
Выступил в качестве научного руководителя 5 кандидатов наук и научного консультанта 1 доктора наук, по научной специальности 07.00.02 — Отечественная история. В качестве первого и второго оппонента, проводил оппонирование диссертаций 16 кандидатов наук, в том числе 2 — на соискание ученой степени кандидата политических наук (2006 г., 2011 г.), 12 — на соискание ученой степени кандидата исторических наук (с 2004 по 2017 гг.) и 2 — на соискание ученой степени доктора исторических наук (2015 г.).

### Общественная деятельность
В 1985 г. — участник (неофициальной делегации) XII Всемирного фестиваля молодежи и студентов в Москве. В 2001 г. — член (официальной делегации) XV Всемирного фестиваля молодёжи и студентов в Алжире.
С . — штатный заместитель, затем с 1990 г. — штатный председатель Совета Областного отделения ВООПИиК, в 2013 г. — Почётный председатель, член Центрального Совета общества и Президиума ЦС. С2000 г.- нештатный заместитель Председателя ЦС ВООПИиК.
С . — действительный член (академик) Международной педагогической академии;с 2005 г. -действительный член (академик) Национальной академии туризма; с 2007 г. -действительный член (академик) Международной туристской академии (МТА) (с 2007 до 2014 гг. — председатель Орловского отделения МТА).
С 1994 г. — член Орловского епархиального отдела по религиозному образованию и катехизации; в 2010—2012 гг. — секретарь Орловского отделения Всемирного Русского народного собора; в 2011—2014 гг. — нештатный руководитель отдела по канонизации святых Орловско-Ливенской епархии; с 2014 г. — руководитель Епархиального отдела Орловско — Болховской митрополии по взаимодействию с представителями государственной власти и общественности.
С 2006 г. — секретарь, а затем заместитель председателя Орловского отделения «Императорское Православное Палестинское Общество» (ИППО).
В соответствии с Приказом Министра образования РФ от 05.11.2001 г. № 3545, Ливцов В. А. входил в состав Совета руководителей органов по делам молодежи субъектов РФ при Министерстве образования РФ.
В 2007—2010 гг. — руководитель Комиссии по сохранению духовного и культурного наследия Ассоциации общественных объединений «Общественная палата Орловской области»; в 2013—2016 гг. возглавлял Комиссию по вопросам межнациональных и межрелигиозных отношений Ассоциации;с 2017 г. (в связи с формированиемнового состава Общественной палаты из физических лиц) по итогам голосования включен в состав Общественной палаты области и избран председателем комиссии по развитию науки, образования и культуры, членом Совета палаты.
С 2013 г. — член Общественного совета Управления Федеральной службы судебных приставов по Орловской области; с 2017 г. — заместитель председателя Общественного совета при Управлении Федеральной службы судебных приставов по Орловской области.
С 2010 г. — член Методического совета по объектам культурного наследия Департамента образования, культуры и спорта Орловской области; с 2011 г. включён в новый состав Научно-методического совета по объектам культурного наследия (памятникам истории и культуры) при Департаменте образования, культуры и спорта Орловской области; с 2013 г. — член Общественного совета по культурному наследию при Управлении культуры и архивного дела Орловской области, затем стал заместителем председателя научно — методического совета по объектам культурного наследия (памятникам истории и культуры) при Управлении культуры и архивного дела Орловской области; с 2014 г. — член Общественного совета по независимой оценке качества оказания услуг организациями культуры и независимой оценке качества образования при Управлении культуры и архивного дела Орловской области; с 2015 г. заместитель председателя научно — методического совета по объектам культурного наследия (памятникам истории и культуры) при Управлении по государственной охране объектов культурного наследия Орловской области. С 2016 г. — член Международного совета по сохранению памятников и достопримечательных мест Национального комитетаИКОМОС.Ливцов В.А. является инициатором проведения первых научных археологических раскопок на территории бывшей орловской крепости. По его инициативе и содействии на территории города Орла установлен ряд памятников, многочисленные памятные знаки и мемориальные доски.
С 2016 г. — заместитель председателя Общественного совета Администрации Губернатора и Правительства Орловской области.
В 2018 г. — входил в состав доверенных лиц кандидата на должность Губернатора Орловской области А. Е. Клычкова (Постановление Избирательной комиссии Орловской области от 16.08.2018 г. № 45/418-6)
С 2014 г. — член Координационного совета по вопросам межнациональных и межконфессиональных отношений при Губернаторе Орловской области; с 2017 г. — член Координационного совета по вопросам межнациональных и межконфессиональных отношений при Главе администрации г. Орла.
С 1987 г. — член Орловского городского градостроительного совета; с 2016 г. — член Областного градостроительного совета.
С 1987 по 1993 гг. и с 2007 г. — член комиссии по наименованию, переименованию улиц и установке объектов монументального искусства на территории г. Орла.
С 2015 г. — член комиссии по землепользованию и застройке Орловской области.
В 1987—1993 гг. — член коллегии Управления культуры Орловской области.
С 2005 г. — член Союза журналистов.
С 2008 г. — заместитель председателя Орловского областного отделения Российского общества историков-архивистов.
Ливцов В. А. входит в состав Научного совета БУОО «Государственный архив Орловской области» (ГАОО). На постоянное хранение в ГАОО принят личный фонд самого Ливцова В. А. № Ф.Р-3993, который насчитывает 159 единиц хранения и отражен в путеводителе по архиву, изданном в 2012 г.
Является членом учёного совета БУК ОО «Орловский областной краеведческий музей», в котором находится его персональный фонд (фотографии, документы и личные вещи), насчитывающий более 3 000 единиц хранения. В. А. Ливцов один из крупнейших дарителей в истории музея, регулярно пополняющий коллекции различными экспонатами, а также Научную библиотеку Орловского краеведческого музея личными книгами, которых передано музею более 300 единиц. Биографическая статья о Ливцове В. А. размещена в справочнике «Орловские краеведы», подготовленном Орловским краеведческим музеем в 2005 г. Биография Ливцова В. А. помещена также в словаре дарителей «Завещано музею», изданном Орловским музеем изобразительных искусств в .
В 1990—1991 гг. — член редакционного совета газеты «Вече» при Областном отделении ВООПИиК; с 2003 г. — член редакционного совета журнала «Образование и общество» Академии педагогических и социальных наук; с 2009 по 2010 гг. — член редакционного совета журнала «Православный паломник» Паломнического центра Московского Патриархата; с 2015 г. — член редакционного совета журнала «Вестник государственного и муниципального управления» и с 2016 г. журнала «Среднерусский вестник общественных наук» Среднерусского института управления — филиала РАНХиГС; с 2017 г. — член редакционного совета журнала «История: факты и символы» Елецкого государственного университета им. И. А. Бунина; с 2019 г. — член редакционной коллегии Православного Палестинского сборника, издаваемого Императорским православным палестинским обществом.
На орловском телевидении Ливцовым В. А. создан цикл краеведческих программ о памятниках и объектах культурного наследия города г. Орла и области: с 2014 по 2017 гг. — «Исторический квартал»; с 2017 г. по н/в — «Прогулки с краеведом».

## Сфера научных интересов
История России, история Русской Православной Церкви, религиоведение, сохранение историко-культурного наследия, история культуры и туризма, краеведение.

## Основные научные и учебно-методические труды

### Монографии
- Ливцов В. А., Королев А. А. Религиозная безопасность России: история, тенденции, проблемы. — М.: Социум, 1997. — 235 с.
- Ливцов В. А. Русская Православная Церковь и экуменическое движение в XX веке. — М.: Социум, 2000. — 208 с.
- Ливцов В. А., Филонов В. И., Лепилин А. В. Взаимоотношения православия и католичества в истории России в контексте идеи единства церкви. — М.: Национальный институт бизнеса, 2006. — 367 с.
- Ливцов В. А., Сабинин А. Ю. Фельдмаршал М. Ф. Каменский — русский полководец XVIII — начала XIX века. — Орел: Орловский юридический институт МВД России, 2006. — 166 с.
- Ливцов В. А., Жарков М. А., Лепилин А. В. История Орловской епархии. — Орел: «Издательский Дом „ОРЛИК“ и К». Издатель Александр Воробьев, 2007. — 240 с.
- Ливцов В. А., Реснянский С. И. и др. Современное состояние религиозного туризма и его социальная роль в России и за рубежом. — М.: Международная туристская академия, 2010. — 144 с.
- Ливцов В. А. Орловский некрополь. — Орел: Издатель: ИП Науменко Д. В., 2011. — 46 с.
- Ливцов В. А. Русская Православная церковь и экуменическое движение. История взаимодействия. — Издатель: Palmarium Academic Publishing. Германия. 2015. — 690 с.
- Ливцов В. А. Экуменическое движение и Русская Православная Церковь в контексте государственной конфессиональной политики России с середины XIX в. по начало XXI в. — Орёл: Издательство ОФ РАНХиГС, 2015. — 552 с.
- Ливцов В. А., Лазарева Т. В. и др. Отечественное культурное наследие в музейной и туристской сферах: история, факты, проблемы и интерпретация. — Орел: Издательство Орловского государственного института искусств и культуры, 2015. — 156 с.
- Ливцов В. А., Маланичева Г. И. Этапы истории ВООПИиК. К 50-летию образования Всероссийского общества охраны памятников истории и культуры. — Орёл, 2016. — 168 с.
- Ливцов В. А., Меркулов П. А. и др. Религиозный вопрос в контексте ценностных доминант России: глазами российских православных исследователей. — М.: ИНФА-М, 2016. — 260 с.
- Ливцов В. А., Фефелов С. В. и др. Почетный гражданин города Орла Великий Князь Михаил Александрович Романов. — Орел: Издательский Дом «ОРЛИК», 2016. — 84 с.
- Ливцов В. А., Юдин И. И. Музыкальная культура Орловского края: от зарождения до 1917 года. — Орёл, 2017. — 260 с.
- Ливцов В. А., Меркулов П. А. и др. Общинное и местное самоуправление: история от Античности до Новейшего времени. — Орел: Издательство Среднерусского института управления — филиала РАНХиГС, 2018. — 240 с.
- Ливцов В. А., Реснянский С. И. и др. Российский энциклопедический словарь «Туризм». Под ред. С. Ю. Житенева. М.: Институт Наследия, 2018. — 492 с.

### Учебники и учебные пособия
- Ливцов В. А., Ашихмина Е. Н. и др. История Орловского края. Часть 1. С древнейших времен до конца XIX века. — Орел: Управление общего и профессионального образования Орловской области, 2004. — 392 с.
- Ливцов В. А., Филонов В. И., Лепилин А. В. История государства и права зарубежных стран. — Орел: ОАО «Типография Труд», 2004. — 379 с.
- Ливцов В. А., Филонов В. И. История государства и права зарубежных стран. 2-е издание, дополненное. — Орел: ОАО «Типография Труд», 2005. — 394 с.
- Ливцов В. А. История туризма в России. — СПб: Издательский дом АЛЕФ-ПРЕСС, 2014. — 226 с.
- Ливцов В. А., Меркулов П. А. и др. Религиоведение. — Орёл: Издательство ОФ РАНХиГС, 2015. — 200 с.
- Ливцов В. А., Меркулов П. А. и др. Всеобщая история государства и права зарубежных стран. — Орел: Издательство ОФ РАНХиГС, 2017. — 200 с.

### Энциклопедии, словари
- Российский энциклопедический словарь «Туризм» / Ливцов В. А., Путрик Ю. С., Реснянский С. И. и др. (в соавт.) — М.: Институт Наследия, 2018. — 489 с. — ISBN 978-5864-432631[5]

### Основные статьи
- - Ливцов В. А. Фельдмаршал М. Ф. Каменский // Война и армия в истории России. Материалы межвузовской научной военно-исторической конференции (г. Орел, 21 февраля 1992 г.). — Орел: ВИПС, 1993. — С. 221—232.
- Ливцов В. А. Монастырская старина // Культура и город. Сборник материалов областной научно-практическая конференции Орловского областного отделения Российского творческого Союза работников культуры. (г. Орел, 24 июня 1993 г.). — Орел: Орловское областное управление статистики, 1994. — С. 33-37.
- Ливцов В. А. Символика в средневековой культовой застройке г. Орла // Бахтинские чтения. Вып. 2. Материалы Международной Бахтинской конференции (Орел, 16 ноября 1995 г.). — Орел: Издательство ОГТРК, 1997. — С. 300—322.
- Ливцов В. А., Егоров В. В. К вопросу о политических репрессиях на Орловщине (1917 — начало 30-х годов) // Реформы и контрреформы в России: прошлое и настоящее: Межвузовский сборник научных статей преподавателей ОВШ МВД РФ и вузов г. Орла. — Орел: ОВШ МВД РФ, 1996. — С. 25-34.
- Ливцов В. А. Истоки просвещения Орловского края // Краеведческие записки. Вып. 2. Орел: «Вешние воды», 1998. — С. 156—166.
- Ливцов В. А. Роль ВООПИиК в туристско-экскурсионной работе, проводимой в Орловской области// Историко-культурное наследие Кавказских Минеральных Вод и преемственность поколений: Материалы Всероссийской научно-практической конференции (г. Кисловодск, 21-22 мая 2003 г.). — Ставрополь: Издательство Ставропольского государственного университета, 2003. — С.106-113.
- Ливцов В. А. Государство и туризм. Формирование государственных органов управления туризмом в орловской области на рубеже двух тысячелетий // «Noblesseoblige»: Досужий мир. Отдых как форма культурного диалога. Серия Noblesseoblige. Вып. III. Материалы Всероссийской конференции (г. Орел, 25-27 мая 2005 г.). — Орел, 2006. — С. 194—204.
- Ливцов В. А., Семиделихин С. В. Девонские древности // Образование и общество (Журнал академии педагогических и социальных наук). — 2006. — № 6. — С. 111—116
- Ливцов В. А. Данилевский Н. Я. и проблемы взаимоотношений христианских церквей // Россия и Европа: Потенциал и перспективы развития в контексте наследия идей Н. Я. Данилевского и Ф. И. Тютчева. Материалы межрегиональной научно-практической конференции. (Брянск, 6-7 апреля 2006 г.). — Брянск: БФ ОРАГС, 2006. — С. 127—132.
- Ливцов В. А. Орловский городской сад // Образование и общество (Журнал академии педагогических и социальных наук). — 2009. — № 5. — С. 125—129. (Включен в перечень ВАК).
- Ливцов В. А. Участие Русской Православной Церкви в Ассамблее Всемирного Совета Церквей в г. Упсала (Швеция) в . // Ученые записки Орловского государственного университета. Научный журнал. Серия: гуманитарные и социальные науки. — 2010. — № 3 (37) Ч. 2. — С. 25-29. (Включен в перечень ВАК, ISSN 19982720)
- Ливцов В. А. Создание и развитие Орловского отделения ИППО // Православный палестинский сборник. 108-й выпуск. Издание Императорского Православного Палестинского Общества. — М.: «Индрик», 2012. — С. 187—193.
- Ливцов В. А. Апостол Вятичей. К 900-летию мученической кончины св. Иоанна Кукши// Родина. Российский исторический журнал. — 2013. — № 11. — C. 126—128.(Включен в перечень ВАК, ISSN 02357089)
- Ливцов В. А., Тюрин Е. А. и др. Политика регулирования этноконфессиональных отношений в регионе: опыт Орловской области // Среднерусский вестник общественных наук. — 2015. — № 2 (38). — С. 224—229. (Включён в перечень ВАК, ISSN 20712367)
- Ливцов В. А. Проблемы реализации государственной культурной политики: о разработке региональной стратегии в Орловской области // Среднерусский вестник общественных наук. — 2015. — № 4. — С. 114—118. (Включён в перечень ВАК, ISSN 20712367)
- Ливцов В. А., Матвеева Е. С. Влияние Орловского Православного Петропавловского братства на распространение образования в Орловской губернии во второй половине XIX — начале XX века // Ученые записки Орловского государственного университета. Серия «Гуманитарные и социальные науки». — 2015. — № 3 (66). — С. 53-57. (Включен в перечень ВАК, ISSN 19982720)
- Ливцов В. А., Абакумов С. Н. Лутово кладбище: трагическая история забвения и возрождение // Культура и образование в Орловском крае: традиции, памятные события, выдающиеся деятели. — Орёл: Издательство «Картуш», 2015. — С. 97-107.
- Ливцов В. А., Качалкин В. М. Стратегический подход к формированию государственной демографической политики России // Среднерусский вестник общественных наук. — 2015. — № 5. — С. 79-85. (Включен в перечень ВАК, ISSN 20712367)
- Ливцов В. А., Власов Ю. И. и др. Религиозный экстремизм в Орловской области // Среднерусский вестник общественных наук. — 2016. — № 1. — С. 99-106.(Включен в перечень ВАК, ISSN 20712367)
- Ливцов В. А. Дом литературного героя романа И. С. Тургенева Лизы Калитиной в ландшафтном сквере «Дворянское гнездо» // Русское поле. Российский публицистический и литературно-художественный журнал. — 2016. — № 4.- С. 28-32.
- Ливцов В. А. Нравственный идеал в либеральной идеологии русских западников и славянофилов в контексте проблемы единства и разделения христианской церкви // Нравственные аспекты политической деятельности в теории, программатике, партийной практике и законотворчестве российского либерализма: Сб. материалов Всероссийской научной конференции(6 — 8 октября 2016 г.) — Орел: Издательский дом «ОРЛИК», 2016. — С. 280—288.
- Ливцов В. А., Тюрин Е. А. Город достойный легенд. К вопросу времени и обстоятельствах возникновения г. Орла // Историко-архивные исследования по объекту культурного наследия «Детинец Орловской крепости» в г. Орле. — Орёл: Издательство ОФ РАНХиГС. 2016. — С. 7-20.
- Ливцов В. А., Пожидаев А. С. Эволюция понятия «патриотизм»: через прошлое к будущему // Свободная мысль. — 2016. — № 6. (1660). — С. 151—162. (Включен в перечень ВАК, ISSN 08694435)
- Ливцов В. А. Орловщина и Беларусь: точки соприкосновения // Проблемы управления. — 2017. — № 2 (64). — С. 34-45. (Включен в перечень ВАК, ISSN 18193161)
- Ливцов В. А. Изучение вопроса о времени и обстоятельствах возникновения города Орла. Историки-архивисты — юбилею Орла. К 450-летию города. — Орел, 2017. — С. 10-27.
- Ливцов В. А., Пожидаев А.С и др. Проблема фальсификации истории второй мировой войны: Орловско-Курская дуга // Среднерусский вестник общественных наук. — 2017. — № 4. — С. 100—107.(Включен в перечень ВАК, ISSN 20712367)
- Ливцов В. А., Филонов В. И. и др. Эволюция механизмов взаимодействия государства и общества в сфере сохранения историко-культурного наследия в Российской империи // Былые годы. — 2018. — № 47 (1). — С. 107—119. (Включен в перечень ВАК, ISSN 20739745)
- Ливцов В. А. Формирование либерального взгляда на восстановление христианского единства в трудах П. Я. Чаадаева и общественная полемика вокруг его концепций // X Муромцевские чтения «Российский либерализм: итоги и перспективы изучения». Сборник материалов Международной научной конференции. 28-29 сентября 2018 г. Орел, 2018. — С. 261—274.
- Ливцов В. А., Абакумов С. Н. Орловская и Болховская епархия. Православная энциклопедия. — М.: Православная религиозная организация Церковно-научный центр «Православная энциклопедия», Т. 53, 2019 — С. 284—296
- Ливцов В. А., Абакумов С. Н. Орловская митрополия. Православная энциклопедия. — М.: Православная религиозная организация Церковно-научный центр «Православная энциклопедия», Т. 53, 2019 — С. 296
- Ливцов В. А., Абакумов С. Н. Орловская область. Религия. Православная энциклопедия. — М.: Православная религиозная организация Церковно-научный центр «Православная энциклопедия», Т. 53, 2019 — С. 299—305.